# مارتي ريد
مارتي ريد (بالإنجليزية: Marty Reid)‏ هو صحفي رياضي أمريكي، ولد في 3 فبراير 1953 في Carlisle, Pennsylvania ‏ في الولايات المتحدة.